# アーミスティシア (小惑星)
アーミスティシア (1464 Armisticia) は小惑星帯に位置する小惑星。ベルギー出身の天文学者ジョージ・ファン・ビースブルックが、アメリカ合衆国のヤーキス天文台で発見した。
第一次世界大戦休戦記念日（Armistice Day）に発見されたことから名付けられた。